# Lista de aberturas de xadrez

## Ataques
Abertura Ruy López
Abertura Mieses
Abertura Ponziani
Abertura Escocesa
Abertura Italiana
Abertura Giuoco Piano
Abertura dos Três Cavalos

## Gambitos
Gambito Evans
Gambito Blackburne Shilling
Gambito Rousseau
Gambito Elefante
Gambito Letão
Gambito do Rei
Gambito Letão
Gambito da dama

## Defesas
Defesa siciliana
Defesa Philidor
Defesa Petroff
Defesa Caro-Kann
Defesa Escandinava
Defesa Nimzowitsch
Defesa Grob
Defesa Alekhine
Defesa Moderna
Defesa Francesa
Defesa Owen
Defesa Eslava
Defesa Báltica

## Contragambitos
Contragambito Albin